# André Eriksen

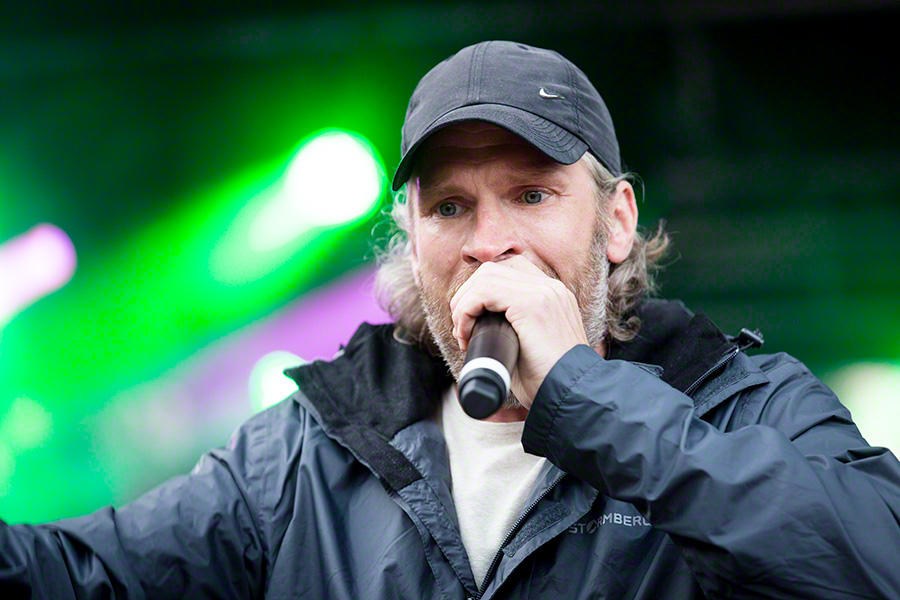
André Eriksen, 2016

André Eriksen (* 22. Oktober 1975, Vestli, Oslo) ist ein norwegischer Schauspieler, Backgroundsänger im Rap und Breakdancer. Er tritt auch unter dem Künstlernamen «Tech Rock» in der Gruppe Warlocks auf und in der Breakdance-Gruppe Atomic B-Boys.

## Leben
André Eriksen wuchs in Groruddalen in Oslo auf und machte 1994 einen Sport-Abschluss an der Linderud videregående skole. Eriksen interessierte sich bereits früh für Rap, Breakdance und Graffiti und wird oft als waschechter «B-boy» (Breakdancer) bezeichnet. Zusammen mit seinem Zwillingsbruder Kevin "Karma" Eriksen und mit Håkon "Hawk" Lund gründete er die Rapgruppe "Warlocks". Die Texte sind gewöhnlich in Englisch verfasst, es gibt aber auch ein Album mit Norwegischen Lyrics. Mit Warlocks gewann er den Alarmprisen 2002 in der Klasse Hip-Hop/Rap für das Album "Afterlife".
Zusammen mit seinem Zwillingsbruder gründete er auch die Breakdance-Gruppe Atomic B-Boys, zusammen mit Lars "PayTwo" Undli und Bjørn "Sean" Hagen. Mit dieser Gruppe wurde er mehrfach norwegischer Meister im Breakdance (Gruppen). Er gehört damit zu den Pionieren des Breakdance in Norwegen.
Außerdem ist er einer der bedeutendsten norwegischen Graffiti-Künstler.
Seine erste Rolle als Schauspieler hatte er in der Rolle des Thomas Thendrup im Film Nokas. Seitdem hat er in mehreren Filmen mitgespielt, wie Erik Skjoldbjærgs Film Pionér und Hotel Cæsar (Boxtrainer Atle Søgård).

## Preise

### Einzelsiege
NM 1997, B Boy One on One (mit Lars "PayTwo" Undli).
Norwegian HipHop Awards: Årets bboys 2005 (mit "Karma")

### Siege mit Atomic B-Boys
- Battle Of The Year 1995
- Battle Of The Year 1996
- Battle Of The Year 1997
- NM i «B Boy Crew» 1997
- «B Boy Rumble», Rockefeller Music Hall, Oslo 1999 (für Crew battles mit der Gruppe Floor Knights)

### Sieg mit Nasty 9
Scandinavian BOTY 2000

## Filmographie
- Nokas, Thomas Tendrup – 2010
- Pionér, Knut – 2013
- Trio: Odins Gull, Tom – 2014
- Hotel Cæsar, Atle Søgård – 2015
- Hæsjtægg – 2015
- Der Winterprinz – Miras magisches Abenteuer (Julekongen – Full rustning), Lut – 2015
- Vikings (Staffel 4, Folge 16), Odin – 2016
- DC's Legends of Tomorrow (Staffel 2, Folge 2), Baron Krieger – 2016
- The Trip – Ein mörderisches Wochenende, Roy – 2021
- Violent Night – 2022